# Paul-Henri Rips
Paul-Henri Rips, né à Anvers, le 29 octobre 1929, est un Belge issu d'une famille juive d'origine russe installée à Anvers. Témoin de la Shoah en Belgique, il commence à témoigner à la demande de ses proches en 1994. En 2009, avec l'aide de la fondation Azrieli, il publie: Matricule E/96, Fate undecided qui sera par la suite traduit en français. Paul-Henri Rips vit actuellement avec sa famille à Toronto,.

## Une enfance dorée
Le père de Paul-Henri, Isidore, avait immigré de Minsk vers les Pays-Bas puis s'était installé à Anvers dans les années 1920 en raison de sa florissante industrie diamantaire. Sa maman, Faja, enseignante russe, également originaire de Minsk avait émigré avec sa famille d'abord à Riga puis à Anvers quelques années auparavant. Isidore et Faja s'était mariés à Paris. Sina, l’aînée était née en 1926 et Paul-Henri en 1929,.
En 1940, à l'exception de la grand-mère, toute la famille a la nationalité belge. La vie s'écoule paisiblement traçant les contours d'une enfance idyllique que rien ne devrait venir obscurcir. La famille est intégrée au sein d'une importante et fascinante communauté d'expatriés russes à Anvers,. 

## Sous l'occupation
Le 10 mai 1940, les troupes allemandes envahissent la Belgique, violant sa neutralité, c'est la Campagne des 18 jours. La famille tente de rallier l'Angleterre via la France mais c'est un échec. De retour à Anvers, mais pour peu de temps, la famille retrouve une vie qui se normalise un tant soit peu. Mais la promulgation des premières ordonnances allemandes les plonge rapidement dans une nouvelle insécurité. La famille assiste, impuissante, au Pogrom d'Anvers en avril 1941 orchestré par le VNV à l'issue de la projection du film Der Ewige Jude . Si bien qu'à l'automne 1941, la famille tente à nouveau de rallier la France mais ils sont arrêtés et retenus captifs durant 6 semaines à Dole. Ils sont ensuite transférés dans une prison à Paris pour finalement être conduits dans le Loiret au camp d'internement de Pithiviers dont les gardiens sont des Français aux ordres de l'armée d'occupation. En avril 1942, ils sont renvoyés à Anvers où la situation continue de se dégrader: imposition du port de l'étoile jaune, couvre-feu... Isidore, malade doit être hospitalisé, il meurt en avril 1943. Une de ses dernières paroles pour son fils fut Sei a Mensch, Sois un homme... Cette même année, Silvain, le cousin de Paul-Henri qui avait pour habitude de passer ses journées avec Paul-Henri disparaît alors qu'il rentrait chez lui pour échapper au couvre-feu. Paul-Henri ne le reverra plus,.
La famille, orpheline de père, décide alors de s'installer à Bruxelles. À l'automne 1943, sous une fausse identité, Paul-Henri est placé en pension dans une école des Avins, au château de Bassines. Les SS allemands ne tardent pas d'y mener une enquête pour débusquer les enfants juifs. Paul-Henri est interrogé en allemand par l'un d'entre eux, il fait mine de ne pas comprendre l'allemand pourtant fort proche du Yiddish et répond en français en regardant interloqué le traducteur présent sur place. Son interrogateur lui pose alors une seconde question en allemand à laquelle il répond directement en français : il est démasqué. Quelques jours plus tard, lui et ses camarades d'infortune sont arrêtés et transférés à la citadelle de Liège puis à la Caserne Dossin, le SS Juden Sammellager Mecheln, l'antichambre belge pour Auschwitz où il reçoit le matricule E/96. En janvier 1944 à la suite de pressions exercées sur l'occupant quant à l'arrestation d'enfants placés dans des homes, les enfants de Bassines sont transférés dans un foyer à Linkebeek. De là, hospitalisé pour une maladie de la peau, il revoit discrètement sa maman. Une fois guéri, son protecteur, Chaïm Perelman, le reconduit dans sa famille,,.

## La libération
Bruxelles est libérée le 3 septembre 1944. Le cauchemar s'arrête, non sans laisser de profondes blessures. Sa famille rejoint la demeure familiale à Anvers que la maman fait restaurer. Ils y vivent quelques années avant de rejoindre une tante en Afrique du Sud. Paul-Henri y rencontre sa femme, Lilli,.

## Au Canada
En 1997, Paul-Henri et son épouse rejoignent enfants et petits-enfants au Canada et s'installent à Toronto. Depuis 1994, à la demande de ses proches, Paul-Henri Rips avait commencé à rassembler ses souvenirs de mai 1940 à septembre 1944ceci le conduisit à écrire un ouvrage intitulé Le matricule E/96 qui sera par la suite traduit en français,. Il témoigne également dans des reportages où il invite la jeunesse à se documenter et à lire sur cette période de l'histoire qui concerne tous les hommes et pas seulement les Juifs. Il les invite à ne pas faire confiance aux religions extrémistes ou aux nationalismes exacerbés.

## Sa famille
| Famille         | Parenté | Date de naissance | Devenir                                       |
| --------------- | ------- | ----------------- | --------------------------------------------- |
| Isidore Rips    | Papa    |                   | mort en avril 1943                            |
| Faja            | Maman   |                   |                                               |
| Sina Rips       | Sœur    | 1926              |                                               |
| Paul-Henri Rips |         | 29 octobre 1929   | Il vit actuellement avec sa famille à Toronto |
| Silvain         | Cousin  |                   | mort en 1943                                  |

Il épouse Lilli avec qui il vit à Toronto.

## Ouvrage et témoignages vidéos
- Paul-Henri Rips, Matricule E/96, fondation Azrieli, traduit en français par Florence Buathier, septembre 2009, 110p.,  (ISBN 9781897470169)
- (en) et (fr) témoignages vidéos sur Crestwood.on.ca